# Torneo Anual 2024 de Primera División (Liga Santiagueña)
El Torneo Anual “Expreso Lo Bruno” 2024 de Primera División, es un torneo organizado por la Liga Santiagueña de Fútbol. El Consejo Directivo de la Liga Santiagueña de Fútbol, en su reunión de los días martes, más allá de la aprobación del Reglamento de los Torneos Apertura y Clausura de las divisiones inferiores, proyectó el nuevo calendario 2024, con el Torneo Anual, que dará comienzo el 18 y el 19 de mayo en Primera División y Reserva.

## Formato
El Torneo Anual tendrá el mismo formato del año pasado, debido a la situación económica que sufre Argentina, y que el fútbol y los clubes no son las excepción. El mismo se jugará en tres zonas de siete equipos, con la conformación de las zonas Capital, Banda y Robles. Los dos primeros y segundos de cada zona y los dos mejores terceros (8 equipos) jugarán la Copa de Oro en busca de las dos plazas al Torneo Regional Federal Amateur 2024-25, mientras que desde el noveno al décimo sexto jugarán la Copa de Plata y el ganador jugará la plaza de la Federación Provincial de Fútbol para el certamen afista.
El certamen será de ida y vuelta (12 fechas) con clásicos incluidos de local y visitante. Hay que tener en cuenta, que los clubes que participan en los torneos oficiales de AFA, como Central Córdoba, Mitre, Güemes y Sarmiento jugarán a mitad de semana.
El 30 de agosto, el vicepresidente de la Liga Santiagueña de Fútbol, Manuel Cuevas le confirmó que el fútbol de Santiago del Estero tendrá una plaza más en el certamen del Torneo Regional Amateur 2024-25. Tras las gestiones realizadas por el Delegado Provincial en el Consejo Federal de AFA, se especificó que el campeón de la Copa de Plata en la Liga Santiagueña de Fútbol sumará una plaza, al igual que el campeón del Petit Torneo Provincial de la Federación Provincial de Fútbol de Santiago del Estero, que se iniciará el fin de semana.

## Equipos participantes
| Equipo                             | Ciudad              | Departamento          | Estadio                             | Aforo  | Fundación                           |
| ---------------------------------- | ------------------- | --------------------- | ----------------------------------- | ------ | ----------------------------------- |
| Club Atlético Agua y Energía       | La Banda            | Banda                 | Artemio Iñiguez                     | 500    | 20 de junio de 1940 (84 años)       |
| Club Atlético Banfield             | La Banda            | Banda                 | Sin nombre                          | 300    | 25 de mayo de 1940 (84 años)        |
| Club Atlético Clodomira            | Clodomira           | Banda                 | La Pajarera                         | 1.500  | 4 de marzo de 1918 (107 años)       |
| Club Atlético Central Córdoba      | Santiago del Estero | Juan Francisco Borges | Alfredo Terrera                     | 23.500 | 3 de junio de 1919 (105 años)       |
| Club Atlético Forres               | Ingeniero Forres    | Robles                | Sin nombre                          | 500    | 18 de agosto de 1927 (97 años)      |
| Club Atlético Defensores de Forres | Ingeniero Forres    | Robles                | Agustín Brue                        | 800    | 12 de octubre de 1952 (72 años)     |
| Club Atlético Estudiantes          | Santiago del Estero | Juan Francisco Borges | Doctor Andrés Vergottini            | 2.000  | 1 de abril de 1913 (111 años)       |
| Club Atlético Güemes               | Santiago del Estero | Juan Francisco Borges | Arturo "Jiya" Miranda               | 17.000 | 12 de octubre de 1932 (92 años)     |
| Club Atlético Independiente        | Beltrán             | Robles                | Sin nombre                          | 500    | 13 de septiembre de 1919 (105 años) |
| Club Atlético Independiente        | Fernández           | Robles                | Luis Adolfo Galván                  | 2.500  | 1 de agosto de 1919 (105 años)      |
| Club Atlético Mitre                | Santiago del Estero | Juan Francisco Borges | Doctores José y Antonio Castiglione | 21.000 | 2 de abril de 1907 (117 años)       |
| Club Atlético Sarmiento            | La Banda            | Banda                 | Ciudad de La Banda                  | 8.000  | 16 de abril de 1909 (115 años)      |
| Club Atlético Unión                | Beltrán             | Robles                | Sin nombre                          | 700    | 23 de agosto de 1935 (89 años)      |
| Club Atlético Unión Santiago       | Santiago del Estero | Juan Francisco Borges | Roberto "Tito" Molinari             | 7.000  | 19 de diciembre de 1982 (42 años)   |
| Club Atlético Vélez Sarsfield      | San Ramón           | Banda                 | Juan Carlos Paz                     | 2.500  | 28 de agosto de 1923 (101 años)     |
| Club Atlético Villa Unión          | La Banda            | Banda                 | La Curva                            | 1.300  | 30 de agosto de 1943 (81 años)      |
| Club Central Argentino             | La Banda            | Banda                 | Doctor Osvaldo Juárez               | 6.000  | 12 de octubre de 1913 (111 años)    |
| Club Comercio Central Unidos       | Santiago del Estero | Juan Francisco Borges | Raúl Adolfo Seijas                  | 2.500  | 29 de marzo de 1932 (92 años)       |
| Club Sportivo Fernández            | Fernandez           | Robles                | Del Centenario                      | 1.500  | 17 de septiembre de 1917 (107 años) |
| Instituto Deportivo Santiago       | Santiago del Estero | Juan Francisco Borges | Raúl Adolfo Seijas                  | 2.500  | 14 de agosto de 2012 (12 años)      |
| Yanda Fútbol Club                  | Yanda               | Juan Francisco Borges | Sin nombre                          | 300    | 22 de noviembre de 1992 (32 años)   |

### Distribución geográfica de los equipos
| Departamento | Cant. | Equipos |
| ------------ | ----- | --- |
| Capital      | 8     | Central Córdoba, Comercio Central Unidos, Estudiantes, Instituto Santiago, Güemes, Mitre, Unión Santiago y Yanda FC |
| Banda        | 7     | Agua y Energía, Banfield (LB), Atlético Clodomira, Central Argentino, Sarmiento, Vélez Sarsfield (SR) y Villa Unión |
| Robles       | 6     | Atlético Forres, Defensores de Forres, Independiente (B), Independiente (F), Sportivo Fernández y Unión (B)         |

## Competición

### Zona Capital

#### Tabla de posiciones
| Pos. | Equipo                  | Pts. | PJ | PG | PE | PP | GF | GC | Dif. |
| ---- | ----------------------- | ---- | -- | -- | -- | -- | -- | -- | ---- |
| 1.º  | Unión Santiago          | 29   | 12 | 9  | 2  | 1  | 21 | 4  | 17   |
| 2.º  | Mitre                   | 20   | 12 | 6  | 2  | 4  | 15 | 13 | 2    |
| 3.º  | Yanda FC                | 19   | 12 | 5  | 4  | 3  | 13 | 12 | 1    |
| 4.º  | Estudiantes (SdE)       | 17   | 12 | 5  | 2  | 5  | 10 | 10 | 0    |
| 5.º  | Comercio Central Unidos | 16   | 12 | 5  | 1  | 6  | 10 | 14 | −4   |
| 6.º  | Central Córdoba (SdE)   | 12   | 12 | 3  | 3  | 6  | 12 | 14 | −2   |
| 7.º  | Güemes                  | 4    | 12 | 0  | 4  | 8  | 4  | 18 | −14  |

### Zona Banda

#### Tabla de posiciones
| Pos. | Equipo                      | Pts. | PJ | PG | PE | PP | GF | GC | Dif. |
| ---- | --------------------------- | ---- | -- | -- | -- | -- | -- | -- | ---- |
| 1.º  | Villa Unión (La Banda)      | 26   | 12 | 7  | 5  | 0  | 19 | 5  | 14   |
| 2.º  | Vélez Sarsfield (San Ramón) | 26   | 12 | 8  | 2  | 2  | 24 | 9  | 15   |
| 3.º  | Central Argentino           | 23   | 12 | 6  | 5  | 1  | 22 | 7  | 15   |
| 4.º  | Sarmiento (La Banda)        | 13   | 12 | 3  | 4  | 5  | 12 | 18 | −6   |
| 5.º  | Agua y Energía (La Banda)   | 12   | 12 | 3  | 3  | 6  | 8  | 19 | −11  |
| 6.º  | Banfield (La Banda)         | 8    | 12 | 2  | 2  | 8  | 6  | 18 | −12  |
| 7.º  | Atlético Clodomira          | 7    | 12 | 2  | 1  | 9  | 7  | 22 | −15  |

### Zona Robles

#### Tabla de posiciones
| Pos. | Equipo                    | Pts. | PJ | PG | PE | PP | GF | GC | Dif. |
| ---- | ------------------------- | ---- | -- | -- | -- | -- | -- | -- | ---- |
| 1.º  | Sportivo Fernández        | 27   | 12 | 8  | 3  | 1  | 18 | 5  | 13   |
| 2.º  | Independiente (Fernández) | 18   | 12 | 4  | 6  | 2  | 18 | 14 | 4    |
| 3.º  | Independiente (Beltrán)   | 16   | 12 | 4  | 4  | 4  | 11 | 11 | 0    |
| 4.º  | Instituto Santiago        | 15   | 12 | 4  | 3  | 5  | 16 | 19 | −3   |
| 5.º  | Unión (Beltrán)           | 14   | 12 | 4  | 2  | 6  | 10 | 16 | −6   |
| 6.º  | Atlético Forres           | 13   | 12 | 4  | 1  | 7  | 15 | 20 | −5   |
| 7.º  | Defensores (Forres)       | 10   | 12 | 1  | 7  | 4  | 12 | 15 | −3   |

|  | El equipo que ocupe esta posición al finalizar la disputa clasifica a la Copa de Oro y ambos finalistas obtienen una plaza al Torneo Regional Federal Amateur 2024-25. |
|  | El equipo que ocupe esta posición al finalizar la disputa clasifica a la Copa de Plata.                                                                                |

|  |

## Resultados

### Primera rueda
| Fecha 1                         | Fecha 1      | Fecha 1                 | Fecha 1                       | Fecha 1      | Fecha 1      |
| Zona Capital                    | Zona Capital | Zona Capital            | Zona Capital                  | Zona Capital | Zona Capital |
| Local                           | Resultado    | Visitante               | Estadio                       | Fecha        | Hora         |
| ------------------------------- | ------------ | ----------------------- | ----------------------------- | ------------ | ------------ |
| Mitre                           | 2 - 0        | Comercio Central Unidos | Predio de Produnoa            | 14 de mayo   | 15:00        |
| Estudiantes                     | 1 - 0        | Central Córdoba         | Dr. Andrés Esteban Vergottini | 15 de mayo   | 15:00        |
| Unión Santiago                  | 1 - 1        | Güemes                  | Roberto "Tito" Molinari       | 15 de mayo   | 14:00        |
| Equipo libre: Yanda FC          |              |                         |                               |              |              |
| Zona Banda                      |              |                         |                               |              |              |
| Local                           | Resultado    | Visitante               | Estadio                       | Fecha        | Hora         |
| Agua y Energía                  | 2 - 1        | Vélez Sarsfield (SR)    | Juan Carlos Paz               | 15 de mayo   | 16:00        |
| Banfield (LB)                   | 0 - 1        | Villa Unión             | Cancha de Banfield            | 15 de mayo   | 16:00        |
| Atlético Clodomira              | 1 - 1        | Sarmiento (LB)          | La Pasajera                   | 10 de julio  | 16:00        |
| Equipo libre: Central Argentino |              |                         |                               |              |              |
| Zona Robles                     |              |                         |                               |              |              |
| Local                           | Resultado    | Visitante               | Estadio                       | Fecha        | Hora         |
| Unión (B)                       | 0 - 2        | Sportivo Fernández      | Cancha de Unión de Beltrán    | 15 de mayo   | 16:00        |
| Independiente (F)               | 1 - 0        | Independiente (B)       | Luis Adolfo Galván            | 15 de mayo   | 15:30        |
| Instituto Santiago              | 1 - 1        | Defensores de Forres    | Agustín Brue                  | 15 de mayo   | 15:30        |
| Equipo libre: Atlético Forres   |              |                         |                               |              |              |

| Fecha 2                            | Fecha 2      | Fecha 2            | Fecha 2                   | Fecha 2      | Fecha 2      |
| Zona Capital                       | Zona Capital | Zona Capital       | Zona Capital              | Zona Capital | Zona Capital |
| Local                              | Resultado    | Visitante          | Estadio                   | Fecha        | Hora         |
| ---------------------------------- | ------------ | ------------------ | ------------------------- | ------------ | ------------ |
| Central Córdoba                    | 0 - 2        | Unión Santiago     | Roberto "Tito" Molinari   | 22 de mayo   | 14:00        |
| Comercio Central Unidos            | 1 - 0        | Estudiantes        | Raúl Adolfo Seijas        | 19 de mayo   | 11:00        |
| Yanda FC                           | 2 - 1        | Mitre              | Predio Produnoa           | 21 de mayo   | 15:00        |
| Equipo libre: Güemes               |              |                    |                           |              |              |
| Zona Banda                         |              |                    |                           |              |              |
| Local                              | Resultado    | Visitante          | Estadio                   | Fecha        | Hora         |
| Villa Unión                        | 2 - 1        | Atlético Clodomira | La Curva                  | 19 de mayo   | 11:00        |
| Vélez Sarsfield (SR)               | 2 - 1        | Banfield (LB)      | Cancha de Banfield        | 19 de mayo   | 11:00        |
| Central Argentino                  | 3 - 0        | Agua y Energía     | Dr. Osvaldo Juárez        | 19 de mayo   | 11:00        |
| Equipo libre: Sarmiento (LB)       |              |                    |                           |              |              |
| Zona Robles                        |              |                    |                           |              |              |
| Local                              | Resultado    | Visitante          | Estadio                   | Fecha        | Hora         |
| Independiente (B)                  | 0 - 0        | Instituto Santiago | La Curva                  | 19 de mayo   | 16:00        |
| Sportivo Fernández                 | 0 - 0        | Independiente (F)  | Del Centenario            | 19 de mayo   | 16:00        |
| Atlético Forres                    | 1 - 2        | Unión (B)          | Cancha de Atlético Forres | 19 de mayo   | 15:00        |
| Equipo libre: Defensores de Forres |              |                    |                           |              |              |

| Fecha 3                      | Fecha 3      | Fecha 3                 | Fecha 3                       | Fecha 3      | Fecha 3      |
| Zona Capital                 | Zona Capital | Zona Capital            | Zona Capital                  | Zona Capital | Zona Capital |
| Local                        | Resultado    | Visitante               | Estadio                       | Fecha        | Hora         |
| ---------------------------- | ------------ | ----------------------- | ----------------------------- | ------------ | ------------ |
| Estudiantes                  | 1 - 1        | Yanda FC                | Dr. Andrés Esteban Vergottini | 26 de mayo   | 16:00        |
| Unión Santiago               | 3 - 0        | Comercio Central Unidos | Roberto "Tito" Molinari       | 26 de mayo   | 16:00        |
| Güemes                       | 0 - 2        | Central Córdoba         | Artemio Iñiguez               | 27 de mayo   | 14:00        |
| Equipo libre: Mitre          |              |                         |                               |              |              |
| Zona Banda                   |              |                         |                               |              |              |
| Local                        | Resultado    | Visitante               | Estadio                       | Fecha        | Hora         |
| Banfield (LB)                | 0 - 2        | Central Argentino       | Dr. Osvaldo Juárez            | 26 de mayo   | 16:00        |
| Atlético Clodomira           | 0 - 1        | Vélez Sarsfield (SR)    | La Pasajera                   | 26 de mayo   | 16:00        |
| Sarmiento (LB)               | 0 - 0        | Villa Unión             | La Curva                      | 29 de mayo   | 13:00        |
| Equipo libre: Agua y Energía |              |                         |                               |              |              |
| Zona Robles                  |              |                         |                               |              |              |
| Local                        | Resultado    | Visitante               | Estadio                       | Fecha        | Hora         |
| Independiente (F)            | 3 - 1        | Atlético Forres         | Luis Adolfo Galván            | 26 de mayo   | 16:00        |
| Instituto Santiago           | 0 - 3        | Sportivo Fernández      | Del Centenario                | 26 de mayo   | 16:00        |
| Defensores de Forres         | 1 - 1        | Independiente (B)       | Agustín Brue                  | 26 de mayo   | 16:00        |
| Equipo libre: Unión (B)      |              |                         |                               |              |              |

| Fecha 4                         | Fecha 4      | Fecha 4              | Fecha 4                       | Fecha 4      | Fecha 4      |
| Zona Capital                    | Zona Capital | Zona Capital         | Zona Capital                  | Zona Capital | Zona Capital |
| Local                           | Resultado    | Visitante            | Estadio                       | Fecha        | Hora         |
| ------------------------------- | ------------ | -------------------- | ----------------------------- | ------------ | ------------ |
| Comercio Central Unidos         | 2 - 0        | Güemes               | Raúl Adolfo Seijas            | 3 de junio   | 15:00        |
| Yanda FC                        | 0 - 3        | Unión Santiago       | Roberto "Tito" Molinari       | 31 de mayo   | 15:00        |
| Mitre                           | 0 - 1        | Estudiantes          | Dr. Andrés Esteban Vergottini | 31 de mayo   | 15:00        |
| Equipo libre: Central Córdoba   |              |                      |                               |              |              |
| Zona Banda                      |              |                      |                               |              |              |
| Local                           | Resultado    | Visitante            | Estadio                       | Fecha        | Hora         |
| Vélez Sarsfield (SR)            | 2 - 0        | Sarmiento (LB)       | Juan Carlos Paz               | 2 de junio   | 10:00        |
| Central Argentino               | 3 - 0        | Atlético Clodomira   | Dr. Osvaldo Juárez            | 1 de junio   | 16:00        |
| Agua y Energía                  | 0 - 1        | Banfield (LB)        | Artemio Iñiguez               | 31 de mayo   | 16:00        |
| Equipo libre: Villa Unión       |              |                      |                               |              |              |
| Zona Robles                     |              |                      |                               |              |              |
| Local                           | Resultado    | Visitante            | Estadio                       | Fecha        | Hora         |
| Sportivo Fernández              | 1 - 2        | Defensores de Forres | Del Centenario                | 31 de mayo   | 15:00        |
| Atlético Forres                 | 0 - 3        | Instituto Santiago   | Cancha de Atlético Forres     | 31 de mayo   | 16:00        |
| Unión (B)                       | 2 - 2        | Independiente (F)    | Cancha de Unión de Beltrán    | 1 de junio   | 16:00        |
| Equipo libre: Independiente (B) |              |                      |                               |              |              |

| Fecha 5                         | Fecha 5      | Fecha 5                 | Fecha 5                            | Fecha 5      | Fecha 5      |
| Zona Capital                    | Zona Capital | Zona Capital            | Zona Capital                       | Zona Capital | Zona Capital |
| Local                           | Resultado    | Visitante               | Estadio                            | Fecha        | Hora         |
| ------------------------------- | ------------ | ----------------------- | ---------------------------------- | ------------ | ------------ |
| Unión Santiago                  | 2 - 0        | Mitre                   | Roberto "Tito" Molinari            | 12 de junio  | 15:00        |
| Güemes                          | 0 - 0        | Yanda FC                | Artemio Iñiguez                    | 10 de junio  | 14:00        |
| Central Córdoba                 | 3 - 1        | Comercio Central Unidos | Predio Central Córdoba             | 10 de junio  | 16:00        |
| Equipo libre: Estudiantes       |              |                         |                                    |              |              |
| Zona Banda                      |              |                         |                                    |              |              |
| Local                           | Resultado    | Visitante               | Estadio                            | Fecha        | Hora         |
| Atlético Clodomira              | 1 - 0        | Agua y Energía          | La Pasajera                        | 9 de junio   | 16:00        |
| Sarmiento (LB)                  | 0 - 4        | Central Argentino       | Ciudad de La Banda                 | 9 de junio   | 16:00        |
| Villa Unión                     | 1 - 1        | Vélez Sarsfield (SR)    | La Curva                           | 9 de junio   | 16:00        |
| Equipo libre: Banfield (LB)     |              |                         |                                    |              |              |
| Zona Robles                     |              |                         |                                    |              |              |
| Local                           | Resultado    | Visitante               | Estadio                            | Fecha        | Hora         |
| Instituto Santiago              | 1 - 2        | Unión (B)               | Cancha de Unión de Beltrán         | 9 de junio   | 11:00        |
| Defensores de Forres            | 0 - 1        | Atlético Forres         | Agustín Brue                       | 9 de junio   | 16:00        |
| Independiente (B)               | 0 - 0        | Sportivo Fernández      | Cancha de Independiente de Beltrán | 9 de junio   | 16:00        |
| Equipo libre: Independiente (F) |              |                         |                                    |              |              |

| Fecha 6                               | Fecha 6      | Fecha 6              | Fecha 6                       | Fecha 6      | Fecha 6      |
| Zona Capital                          | Zona Capital | Zona Capital         | Zona Capital                  | Zona Capital | Zona Capital |
| Local                                 | Resultado    | Visitante            | Estadio                       | Fecha        | Hora         |
| ------------------------------------- | ------------ | -------------------- | ----------------------------- | ------------ | ------------ |
| Yanda FC                              | 1 - 1        | Central Córdoba      | Dr. Andrés Esteban Vergottini | 18 de junio  | 15:00        |
| Mitre                                 | 1 - 1        | Güemes               | Predio Produnoa               | 18 de junio  | 15:00        |
| Estudiantes                           | 0 - 1        | Unión Santiago       | Dr. Andrés Esteban Vergottini | 16 de junio  | 16:00        |
| Equipo libre: Comercio Central Unidos |              |                      |                               |              |              |
| Zona Banda                            |              |                      |                               |              |              |
| Local                                 | Resultado    | Visitante            | Estadio                       | Fecha        | Hora         |
| Central Argentino                     | 0 - 0        | Villa Unión          | Dr. Osvaldo Juárez            | 16 de junio  | 16:00        |
| Agua y Energía                        | 2 - 1        | Sarmiento (LB)       | Artemio Iñiguez               | 17 de junio  | 16:00        |
| Banfield (LB)                         | 1 - 2        | Atlético Clodomira   | Cancha de Banfield            | 16 de junio  | 16:00        |
| Equipo libre: Vélez Sarsfield (SR)    |              |                      |                               |              |              |
| Zona Robles                           |              |                      |                               |              |              |
| Local                                 | Resultado    | Visitante            | Estadio                       | Fecha        | Hora         |
| Atlético Forres                       | 1 - 2        | Independiente (B)    | Cancha de Atlético Forres     | 16 de junio  | 16:00        |
| Unión (B)                             | 1 - 0        | Defensores de Forres | Cancha de Unión de Beltrán    | 16 de junio  | 16:00        |
| Independiente (F)                     | 2 - 3        | Instituto Santiago   | Luis Adolfo Galván            | 14 de junio  | 15:00        |
| Equipo libre: Sportivo Fernández      |              |                      |                               |              |              |

| Fecha 7                          | Fecha 7      | Fecha 7           | Fecha 7                            | Fecha 7      | Fecha 7      |
| Zona Capital                     | Zona Capital | Zona Capital      | Zona Capital                       | Zona Capital | Zona Capital |
| Local                            | Resultado    | Visitante         | Estadio                            | Fecha        | Hora         |
| -------------------------------- | ------------ | ----------------- | ---------------------------------- | ------------ | ------------ |
| Güemes                           | 0 - 2        | Estudiantes       | Dr. Andrés Esteban Vergottini      | 21 de junio  | 16:00        |
| Central Córdoba                  | 1 - 2        | Mitre             | Predio Central Córdoba             | 26 de junio  | 16:00        |
| Comercio Central Unidos          | 0 - 2        | Yanda FC          | Raúl Adolfo Seijas                 | 23 de junio  | 16:00        |
| Equipo libre: Unión Santiago     |              |                   |                                    |              |              |
| Zona Banda                       |              |                   |                                    |              |              |
| Local                            | Resultado    | Visitante         | Estadio                            | Fecha        | Hora         |
| Sarmiento (LB)                   | 3 - 1        | Banfield (LB)     | Ciudad de La Banda                 | 26 de junio  | 16:00        |
| Villa Unión                      | 2 - 0        | Agua y Energía    | La Curva                           | 23 de junio  | 16:00        |
| Vélez Sarsfield (SR)             | 1 - 1        | Central Argentino | Juan Carlos Paz                    | 21 de junio  | 16:00        |
| Equipo libre: Atlético Clodomira |              |                   |                                    |              |              |
| Zona Robles                      |              |                   |                                    |              |              |
| Local                            | Resultado    | Visitante         | Estadio                            | Fecha        | Hora         |
| Defensores de Forres             | 2 - 2        | Independiente (F) | Agustín Brue                       | 23 de junio  | 16:00        |
| Independiente (B)                | 2 - 1        | Unión (B)         | Cancha de Independiente de Beltrán | 23 de junio  | 16:00        |
| Sportivo Fernández               | 3 - 1        | Atlético Forres   | Del Centenario                     | 23 de junio  | 16:00        |
| Equipo libre: Instituto Santiago |              |                   |                                    |              |              |

### Segunda rueda
| Fecha 8                         | Fecha 8      | Fecha 8            | Fecha 8                            | Fecha 8      | Fecha 8      |
| Zona Capital                    | Zona Capital | Zona Capital       | Zona Capital                       | Zona Capital | Zona Capital |
| Local                           | Resultado    | Visitante          | Estadio                            | Fecha        | Hora         |
| ------------------------------- | ------------ | ------------------ | ---------------------------------- | ------------ | ------------ |
| Unión Santiago                  | 1 - 0        | Güemes             | Roberto "Tito" Molinari            | 30 de junio  | 16:00        |
| Comercio Central Unidos         | 0 - 2        | Mitre              | Predio Produnoa                    | 1 de julio   | 15:00        |
| Central Córdoba                 | 1 - 1        | Estudiantes        | Predio Central Córdoba             | 1 de julio   | 15:00        |
| Equipo libre: Yanda FC          |              |                    |                                    |              |              |
| Zona Banda                      |              |                    |                                    |              |              |
| Local                           | Resultado    | Visitante          | Estadio                            | Fecha        | Hora         |
| Vélez Sarsfield (SR)            | 7 - 0        | Agua y Energía     | Juan Carlos Paz                    | 28 de junio  | 16:00        |
| Villa Unión                     | 1 - 0        | Banfield (LB)      | La Curva                           | 30 de junio  | 16:00        |
| Sarmiento (LB)                  | 2 - 1        | Atlético Clodomira | Ciudad de La Banda                 | 3 de julio   | 16:00        |
| Equipo libre: Central Argentino |              |                    |                                    |              |              |
| Zona Robles                     |              |                    |                                    |              |              |
| Local                           | Resultado    | Visitante          | Estadio                            | Fecha        | Hora         |
| Sportivo Fernández              | 2 - 0        | Unión (B)          | Del Centenario                     | 30 de junio  | 15.30        |
| Independiente (B)               | 1 - 1        | Independiente (F)  | Cancha de Independiente de Beltrán | 30 de junio  | 16.00        |
| Defensores de Forres            | 2 - 2        | Instituto Santiago | Agustín Brue                       | 30 de junio  | 16.00        |
| Equipo libre: Atlético Forres   |              |                    |                                    |              |              |

| Fecha 9                          | Fecha 9      | Fecha 9                 | Fecha 9                       | Fecha 9      | Fecha 9      |
| Zona Capital                     | Zona Capital | Zona Capital            | Zona Capital                  | Zona Capital | Zona Capital |
| Local                            | Resultado    | Visitante               | Estadio                       | Fecha        | Hora         |
| -------------------------------- | ------------ | ----------------------- | ----------------------------- | ------------ | ------------ |
| Mitre                            | 3 - 2        | Yanda FC                | Predio Produnoa               | 5 de julio   | 15:00        |
| Estudiantes                      | 1 - 0        | Comercio Central Unidos | Dr. Andrés Esteban Vergottini | 7 de julio   | 16:00        |
| Central Córdoba                  | 0 - 2        | Unión Santiago          | Predio Central Córdoba        | 10 de julio  | 16:00        |
| Equipo libre: Güemes             |              |                         |                               |              |              |
| Zona Banda                       |              |                         |                               |              |              |
| Local                            | Resultado    | Visitante               | Estadio                       | Fecha        | Hora         |
| Agua y Energía                   | 1 - 1        | Central Argentino       | Artemio Iñiguez               | 7 de julio   | 16:00        |
| Atlético Clodomira               | 0 - 3        | Villa Unión             | La Pasajera                   | 7 de julio   | 16:00        |
| Banfield (LB)                    | 0 - 2        | Vélez Sarsfield (SR)    | Cancha de Banfield            | 7 de julio   | 16:00        |
| Equipo libre: Sarmiento (LB)     |              |                         |                               |              |              |
| Zona Robles                      |              |                         |                               |              |              |
| Local                            | Resultado    | Visitante               | Estadio                       | Fecha        | Hora         |
| Instituto Santiago               | 0 - 1        | Independiente (B)       | Dr. Osvaldo Juárez            | 7 de julio   | 16:00        |
| Unión (B)                        | 2 - 1        | Atlético Forres         | Cancha de Unión de Beltrán    | 7 de julio   | 16:00        |
| Independiente (F)                | 0 - 0        | Sportivo Fernández      | Luis Adolfo Galván            | 7 de julio   | 16:00        |
| Equipo libre: Instituto Santiago |              |                         |                               |              |              |

| Fecha 10                     | Fecha 10     | Fecha 10             | Fecha 10                           | Fecha 10     | Fecha 10     |
| Zona Capital                 | Zona Capital | Zona Capital         | Zona Capital                       | Zona Capital | Zona Capital |
| Local                        | Resultado    | Visitante            | Estadio                            | Fecha        | Hora         |
| ---------------------------- | ------------ | -------------------- | ---------------------------------- | ------------ | ------------ |
| Comercio Central Unidos      | 1 - 0        | Unión Santiago       | Raúl Adolfo Seijas                 | 14 de julio  | 15:00        |
| Estudiantes                  | 0 - 2        | Yanda FC             | Dr. Andrés Esteban Vergottini      | 14 de julio  | 16:00        |
| Central Córdoba              | 3 - 0        | Güemes               | Predio Central Córdoba             | 17 de julio  | 16:00        |
| Equipo libre: Mitre          |              |                      |                                    |              |              |
| Zona Banda                   |              |                      |                                    |              |              |
| Local                        | Resultado    | Visitante            | Estadio                            | Fecha        | Hora         |
| Villa Unión                  | 1 - 3        | Sarmiento (LB)       | La Curva                           | 17 de julio  | 15:00        |
| Central Argentino            | 4 - 0        | Banfield (LB)        | Dr. Osvaldo Juárez                 | 14 de julio  | 16:00        |
| Vélez Sarsfield (SR)         | 3 - 0        | Atlético Clodomira   | Juan Carlos Paz                    | 14 de julio  | 16:00        |
| Equipo libre: Agua y Energía |              |                      |                                    |              |              |
| Zona Robles                  |              |                      |                                    |              |              |
| Local                        | Resultado    | Visitante            | Estadio                            | Fecha        | Hora         |
| Sportivo Fernández           | 4 - 2        | Instituto Santiago   | Del Centenario                     | 14 de julio  | 15:00        |
| Atlético Forres              | 1 - 0        | Independiente (F)    | Cancha de Atlético Forres          | 14 de julio  | 16:00        |
| Independiente (B)            | 1 - 0        | Defensores de Forres | Cancha de Independiente de Beltrán | 14 de julio  | 16:00        |
| Equipo libre: Unión (B)      |              |                      |                                    |              |              |

| Fecha 11                        | Fecha 11     | Fecha 11           | Fecha 11                  | Fecha 11     | Fecha 11     |
| Zona Capital                    | Zona Capital | Zona Capital       | Zona Capital              | Zona Capital | Zona Capital |
| Local                           | Resultado    | Visitante          | Estadio                   | Fecha        | Hora         |
| ------------------------------- | ------------ | ------------------ | ------------------------- | ------------ | ------------ |
| Mitre                           | 1 - 0        | Estudiantes        | Predio Produnoa           | 19 de julio  | 15:00        |
| Unión Santiago                  | 3 - 0        | Yanda FC           | Roberto "Tito" Molinari   | 21 de julio  | 15:00        |
| Comercio Central Unidos         | 1 - 1        | Güemes             | Raúl Adolfo Seijas        | 21 de julio  | 15:00        |
| Equipo libre: Central Córdoba   |              |                    |                           |              |              |
| Zona Banda                      |              |                    |                           |              |              |
| Local                           | Resultado    | Visitante          | Estadio                   | Fecha        | Hora         |
| Banfield (LB)                   | 0 - 0        | Agua y Energía     | Cancha de Banfield        | 21 de julio  | 16:00        |
| Atlético Clodomira              | 1 - 3        | Central Argentino  | La Pasajera               | 21 de julio  | 16:00        |
| Vélez Sarsfield (SR)            | 1 - 0        | Sarmiento (LB)     | Juan Carlos Paz           | 22 de julio  | 16:00        |
| Equipo libre: Villa Unión       |              |                    |                           |              |              |
| Zona Robles                     |              |                    |                           |              |              |
| Local                           | Resultado    | Visitante          | Estadio                   | Fecha        | Hora         |
| Atlético Forres                 | 3 - 1        | Instituto Santiago | Cancha de Atlético Forres | 18 de julio  | 15:00        |
| Independiente (F)               | 2 - 0        | Unión (B)          | Luis Adolfo Galván        | 21 de julio  | 16:00        |
| Defensores de Forres            | 0 - 1        | Sportivo Fernández | Agustín Brue              | 21 de julio  | 16:00        |
| Equipo libre: Independiente (B) |              |                    |                           |              |              |

| Fecha 12                        | Fecha 12     | Fecha 12             | Fecha 12                   | Fecha 12     | Fecha 12     |
| Zona Capital                    | Zona Capital | Zona Capital         | Zona Capital               | Zona Capital | Zona Capital |
| Local                           | Resultado    | Visitante            | Estadio                    | Fecha        | Hora         |
| ------------------------------- | ------------ | -------------------- | -------------------------- | ------------ | ------------ |
| Mitre                           | 1 - 1        | Unión Santiago       | Predio Produnoa            | 26 de julio  | 15:00        |
| Comercio Central Unidos         | 2 - 0        | Central Córdoba      | Raúl Adolfo Seijas         | 29 de julio  | 15:00        |
| Yanda FC                        | 1 - 0        | Güemes               | Predio Central Córdoba     | 29 de julio  | 15:00        |
| Equipo libre: Estudiantes       |              |                      |                            |              |              |
| Zona Banda                      |              |                      |                            |              |              |
| Local                           | Resultado    | Visitante            | Estadio                    | Fecha        | Hora         |
| Central Argentino               | 0 - 0        | Sarmiento (LB)       | Dr. Osvaldo Juárez         | 26 de julio  | 16:00        |
| Vélez Sarsfield (SR)            | 0 - 4        | Villa Unión          | Juan Carlos Paz            | 28 de julio  | 11:00        |
| Agua y Energía                  | 2 - 0        | Atlético Clodomira   | Artemio Iñiguez            | 28 de julio  | 16:00        |
| Equipo libre: Banfield (LB)     |              |                      |                            |              |              |
| Zona Robles                     |              |                      |                            |              |              |
| Local                           | Resultado    | Visitante            | Estadio                    | Fecha        | Hora         |
| Sportivo Fernández              | 1 - 0        | Independiente (B)    | Del Centenario             | 28 de julio  | 16:00        |
| Unión (B)                       | 0 - 1        | Instituto Santiago   | Cancha de Unión de Beltrán | 28 de julio  | 16:00        |
| Atlético Forres                 | 1 - 1        | Defensores de Forres | Cancha de Atlético Forres  | 28 de julio  | 16:00        |
| Equipo libre: Independiente (F) |              |                      |                            |              |              |

| Fecha 13                              | Fecha 13     | Fecha 13          | Fecha 13                           | Fecha 13     | Fecha 13     |
| Zona Capital                          | Zona Capital | Zona Capital      | Zona Capital                       | Zona Capital | Zona Capital |
| Local                                 | Resultado    | Visitante         | Estadio                            | Fecha        | Hora         |
| ------------------------------------- | ------------ | ----------------- | ---------------------------------- | ------------ | ------------ |
| Mitre                                 | 2 - 0        | Güemes            | Predio Produnoa                    | 2 de agosto  | 15:30        |
| Central Córdoba                       | 0 - 0        | Yanda FC          | Predio Central Córdoba             | 4 de agosto  | 11:00        |
| Unión Santiago                        | 2 - 1        | Estudiantes       | Roberto "Tito" Molinari            | 4 de agosto  | 16:00        |
| Equipo libre: Comercio Central Unidos |              |                   |                                    |              |              |
| Zona Banda                            |              |                   |                                    |              |              |
| Local                                 | Resultado    | Visitante         | Estadio                            | Fecha        | Hora         |
| Villa Unión                           | 1 - 1        | Central Argentino | La Curva                           | 4 de agosto  | 16:00        |
| Sarmiento (LB)                        | 2 - 1        | Agua y Energía    | Ciudad de La Banda                 | 4 de agosto  | 16:00        |
| Atlético Clodomira                    | 0 - 1        | Banfield (LB)     | La Pasajera                        | 4 de agosto  | 16:00        |
| Equipo libre: Vélez Sarsfield (SR)    |              |                   |                                    |              |              |
| Zona Robles                           |              |                   |                                    |              |              |
| Local                                 | Resultado    | Visitante         | Estadio                            | Fecha        | Hora         |
| Instituto Santiago                    | 2 - 1        | Independiente (F) | Raúl Adolfo Seijas                 | 4 de agosto  | 16:00        |
| Independiente (B)                     | 2 - 4        | Atlético Forres   | Cancha de Independiente de Beltrán | 4 de agosto  | 16:00        |
| Defensores de Forres                  | 0 - 0        | Unión (B)         | Agustín Brue                       | 4 de agosto  | 16:00        |
| Equipo libre: Sportivo Fernández      |              |                   |                                    |              |              |

| Fecha 14                         | Fecha 14     | Fecha 14                | Fecha 14                   | Fecha 14     | Fecha 14     |
| Zona Capital                     | Zona Capital | Zona Capital            | Zona Capital               | Zona Capital | Zona Capital |
| Local                            | Resultado    | Visitante               | Estadio                    | Fecha        | Hora         |
| -------------------------------- | ------------ | ----------------------- | -------------------------- | ------------ | ------------ |
| Güemes                           | 1 - 2        | Estudiantes             | Arturo Miranda             | 13 de agosto | 15:00        |
| Yanda FC                         | 2 - 0        | Comercio Central Unidos | Dr. Andrés Vergottini      | 13 de agosto | 15:00        |
| Mitre                            | 2 - 1        | Central Córdoba         | Predio Produnoa            | 14 de agosto | 15:00        |
| Equipo libre: Union Santiago     |              |                         |                            |              |              |
| Zona Banda                       |              |                         |                            |              |              |
| Local                            | Resultado    | Visitante               | Estadio                    | Fecha        | Hora         |
| Banfield (LB)                    | 1 - 1        | Sarmiento (LB)          | Cancha de Banfield         | 11 de agosto | 11:00        |
| Central Argentino                | 0 - 3        | Vélez Sarsfield (SR)    | Dr. Osvaldo Juárez         | 11 de agosto | 11:00        |
| Agua y Energía                   | 0 - 0        | Villa Unión             | Artemio Iñiguez            | 9 de agosto  | 15:00        |
| Equipo libre: Atlético Clodomira |              |                         |                            |              |              |
| Zona Robles                      |              |                         |                            |              |              |
| Local                            | Resultado    | Visitante               | Estadio                    | Fecha        | Hora         |
| Unión (B)                        | 0 - 2        | Independiente (B)       | Cancha de Unión de Beltrán | 9 de agosto  | 16:00        |
| Atlético Forres                  | 0 - 1        | Sportivo Fernández      | Cancha de Atlético Forres  | 9 de agosto  | 16:00        |
| Independiente (F)                | 3 - 3        | Defensores de Forres    | Luis Adolfo Galván         | 9 de agosto  | 16:00        |
| Equipo libre: Instituto Santiago |              |                         |                            |              |              |

## Copa de Oro

### Cuadro de desarrollo
|  | Cuartos de final     | Cuartos de final   | Cuartos de final     |   |                      | Semifinales          | Semifinales          | Semifinales          |  |  | Final                  | Final                  | Final                  |
|  | 23 al 27 de agosto   | 23 al 27 de agosto | 23 al 27 de agosto   |   |                      | 2 al 8 de septiembre | 2 al 8 de septiembre | 2 al 8 de septiembre |  |  | 15 al 22 de septiembre | 15 al 22 de septiembre | 15 al 22 de septiembre |
|  |                      |                    |                      |   |                      |                      |                      |                      |  |  |                        |                        |                        |
|  | Unión Santiago       | 2                  | 4                    |   |                      |                      |                      |                      |  |  |                        |                        |                        |
|  | Yanda FC             | 0                  | 0                    |   |                      |                      |                      |                      |  |  |                        |                        |                        |
|  | Yanda FC             | 0                  | 0                    |   | Unión Santiago       | 1                    | 5                    |                      |  |  |                        |                        |                        |
|  |                      |                    |                      |   | Unión Santiago       | 1                    | 5                    |                      |  |  |                        |                        |                        |
|  |                      | Independiente (F)  | 1                    | 0 |                      |                      |                      |                      |  |  |                        |                        |                        |
|  | Villa Unión          | Independiente (F)  | 1                    | 0 | 0                    | 0                    |                      |                      |  |  |                        |                        |                        |
|  | Villa Unión          |                    |                      |   | 0                    | 0                    |                      |                      |  |  |                        |                        |                        |
|  | Independiente (F)    | 2                  | 0                    |   |                      |                      |                      |                      |  |  |                        |                        |                        |
|  |                      |                    |                      |   |                      |                      |                      |                      |  |  | Unión Santiago         | 1                      | 2                      |
|  |                      |                    | Vélez Sarsfield (SR) | 0 | 1                    |                      |                      |                      |  |  |                        |                        |                        |
|  | Vélez Sarsfield (SR) | 4                  | 2                    |   |                      |                      |                      |                      |  |  |                        |                        |                        |
|  | Mitre                | 1                  | 0                    |   |                      |                      |                      |                      |  |  |                        |                        |                        |
|  | Mitre                | 1                  | 0                    |   | Vélez Sarsfield (SR) | 1                    | 1                    |                      |  |  |                        |                        |                        |
|  |                      |                    |                      |   | Vélez Sarsfield (SR) | 1                    | 1                    |                      |  |  |                        |                        |                        |
|  |                      | Sportivo Fernández | 0                    | 1 |                      |                      |                      |                      |  |  |                        |                        |                        |
|  | Sportivo Fernández   | Sportivo Fernández | 0                    | 1 | 1                    | 1                    |                      |                      |  |  |                        |                        |                        |
|  | Sportivo Fernández   |                    |                      |   | 1                    | 1                    |                      |                      |  |  |                        |                        |                        |
|  | Central Argentino    | 0                  | 0                    |   |                      |                      |                      |                      |  |  |                        |                        |                        |

|                                                 |
| Unión Santiago                                  |
| Campeón de la Copa de Oro del Torneo Anual 2024 |

## Copa de Plata

### Cuadro de desarrollo
|  | Cuartos de final     | Cuartos de final     | Cuartos de final     |                   |             | Semifinales          | Semifinales          | Semifinales          |  |                   | Final (ida)       | Final (ida)      | Final (ida)      |  |                   | Final (vuelta)    | Final (vuelta)   | Final (vuelta)   |  |
|  | 1 al 6 de septiembre | 1 al 6 de septiembre | 1 al 6 de septiembre |                   |             | 6 al 8 de septiembre | 6 al 8 de septiembre | 6 al 8 de septiembre |  |                   | 15 de septiembre  | 15 de septiembre | 15 de septiembre |  |                   | 22 de septiembre  | 22 de septiembre | 22 de septiembre |  |
|  |                      |                      |                      |                   |             |                      |                      |                      |  |                   |                   |                  |                  |  |                   |                   |                  |                  |  |
|  |                      |                      |                      |                   |             |                      |                      |                      |  |                   |                   |                  |                  |  |                   |                   |                  |                  |  |
|  | Yanda FC             | Yanda FC             | 3                    |                   |             |                      |                      |                      |  |                   |                   |                  |                  |  |                   |                   |                  |                  |  |
|  | Yanda FC             | Yanda FC             | 3                    |                   |             |                      |                      |                      |  |                   |                   |                  |                  |  |                   |                   |                  |                  |  |
|  | Estudiantes          | Estudiantes          | 1                    |                   |             |                      |                      |                      |  |                   |                   |                  |                  |  |                   |                   |                  |                  |  |
|  | Estudiantes          | Estudiantes          | 1                    |                   | Yanda FC    | Yanda FC             | 0                    |                      |  |                   |                   |                  |                  |  |                   |                   |                  |                  |  |
|  |                      |                      |                      |                   | Yanda FC    | Yanda FC             | 0                    |                      |  |                   |                   |                  |                  |  |                   |                   |                  |                  |  |
|  |                      |                      | Central Argentino    | Central Argentino | 3           |                      |                      |                      |  |                   |                   |                  |                  |  |                   |                   |                  |                  |  |
|  | Central Argentino    | Central Argentino    | Central Argentino    | Central Argentino | 3           | 5                    |                      |                      |  |                   |                   |                  |                  |  |                   |                   |                  |                  |  |
|  | Central Argentino    | Central Argentino    |                      |                   |             |                      |                      |                      |  |                   |                   |                  |                  |  |                   |                   |                  |                  |  |
|  | Unión (B)            | Unión (B)            | 4                    |                   |             |                      |                      |                      |  |                   |                   |                  |                  |  |                   |                   |                  |                  |  |
|  | Unión (B)            | Unión (B)            | 4                    |                   |             |                      |                      |                      |  | Central Argentino | Central Argentino | 1                |                  |  |                   |                   |                  |                  |  |
|  |                      |                      |                      |                   |             |                      |                      |                      |  | Central Argentino | Central Argentino | 1                |                  |  |                   |                   |                  |                  |  |
|  |                      |                      | Villa Unión          | Villa Unión       | 0           |                      |                      |                      |  |                   |                   |                  |                  |  |                   |                   |                  |                  |  |
|  | Villa Unión          | Villa Unión          | Villa Unión          | Villa Unión       | 0           | 4                    |                      |                      |  |                   |                   |                  |                  |  |                   |                   |                  |                  |  |
|  | Villa Unión          | Villa Unión          |                      |                   |             |                      |                      |                      |  |                   |                   |                  |                  |  |                   |                   |                  |                  |  |
|  | Sarmiento (LB)       | Sarmiento (LB)       | 1                    |                   |             |                      |                      |                      |  |                   |                   |                  |                  |  |                   |                   |                  |                  |  |
|  | Sarmiento (LB)       | Sarmiento (LB)       | 1                    |                   | Villa Unión | Villa Unión          | 3                    |                      |  |                   |                   |                  |                  |  |                   |                   |                  |                  |  |
|  |                      |                      |                      |                   | Villa Unión | Villa Unión          | 3                    |                      |  |                   |                   |                  |                  |  |                   |                   |                  |                  |  |
|  |                      |                      | Independiente (B)    | Independiente (B) | 0           |                      |                      |                      |  |                   |                   |                  |                  |  |                   |                   |                  |                  |  |
|  | Mitre                | Mitre                | Independiente (B)    | Independiente (B) | 0           | 0                    |                      |                      |  |                   |                   |                  |                  |  |                   |                   |                  |                  |  |
|  | Mitre                | Mitre                |                      |                   |             |                      |                      |                      |  |                   |                   |                  |                  |  |                   |                   |                  |                  |  |
|  | Independiente (B)    | Independiente (B)    | 1                    |                   |             |                      |                      |                      |  |                   |                   |                  |                  |  |                   |                   |                  |                  |  |
|  | Independiente (B)    | Independiente (B)    | 1                    |                   |             |                      |                      |                      |  |                   |                   |                  |                  |  | Central Argentino | Central Argentino | 1                |                  |  |
|  |                      |                      |                      |                   |             |                      |                      |                      |  |                   |                   |                  |                  |  | Central Argentino | Central Argentino | 1                |                  |  |
|  |                      |                      | Villa Unión          | Villa Unión       | 1           |                      |                      |                      |  |                   |                   |                  |                  |  |                   |                   |                  |                  |  |
|  |                      |                      | Villa Unión          | Villa Unión       | 1           |                      |                      |                      |  |                   |                   |                  |                  |  |                   |                   |                  |                  |  |
|  |                      |                      |                      |                   |             |                      |                      |                      |  |                   |                   |                  |                  |  |                   |                   |                  |                  |  |
|  |                      |                      |                      |                   |             |                      |                      |                      |  |                   |                   |                  |                  |  |                   |                   |                  |                  |  |
|  |                      |                      |                      |                   |             |                      |                      |                      |  |                   |                   |                  |                  |  |                   |                   |                  |                  |  |
|  |                      |                      |                      |                   |             |                      |                      |                      |  |                   |                   |                  |                  |  |                   |                   |                  |                  |  |
|  |                      |                      |                      |                   |             |                      |                      |                      |  |                   |                   |                  |                  |  |                   |                   |                  |                  |  |
|  |                      |                      |                      |                   |             |                      |                      |                      |  |                   |                   |                  |                  |  |                   |                   |                  |                  |  |
|  |                      |                      |                      |                   |             |                      |                      |                      |  |                   |                   |                  |                  |  |                   |                   |                  |                  |  |
|  |                      |                      |                      |                   |             |                      |                      |                      |  |                   |                   |                  |                  |  |                   |                   |                  |                  |  |
|  |                      |                      |                      |                   |             |                      |                      |                      |  |                   |                   |                  |                  |  |                   |                   |                  |                  |  |
|  |                      |                      |                      |                   |             |                      |                      |                      |  |                   |                   |                  |                  |  |                   |                   |                  |                  |  |
|  |                      |                      |                      |                   |             |                      |                      |                      |  |                   |                   |                  |                  |  |                   |                   |                  |                  |  |
|  |                      |                      |                      |                   |             |                      |                      |                      |  |                   |                   |                  |                  |  |                   |                   |                  |                  |  |
|  |                      |                      |                      |                   |             |                      |                      |                      |  |                   |                   |                  |                  |  |                   |                   |                  |                  |  |
|  |                      |                      |                      |                   |             |                      |                      |                      |  |                   |                   |                  |                  |  |                   |                   |                  |                  |  |
|  |                      |                      |                      |                   |             |                      |                      |                      |  |                   |                   |                  |                  |  |                   |                   |                  |                  |  |
|  |                      |                      |                      |                   |             |                      |                      |                      |  |                   |                   |                  |                  |  |                   |                   |                  |                  |  |
|  |                      |                      |                      |                   |             |                      |                      |                      |  |                   |                   |                  |                  |  |                   |                   |                  |                  |  |
|  |                      |                      |                      |                   |             |                      |                      |                      |  |                   |                   |                  |                  |  |                   |                   |                  |                  |  |
|  |                      |                      |                      |                   |             |                      |                      |                      |  |                   |                   |                  |                  |  |                   |                   |                  |                  |  |
|  |                      |                      |                      |                   |             |                      |                      |                      |  |                   |                   |                  |                  |  |                   |                   |                  |                  |  |
|  |                      |                      |                      |                   |             |                      |                      |                      |  |                   |                   |                  |                  |  |                   |                   |                  |                  |  |
|  |                      |                      |                      |                   |             |                      |                      |                      |  |                   |                   |                  |                  |  |                   |                   |                  |                  |  |

|                                                   |
| Central Argentino                                 |
| Campeón de la Copa de Plata del Torneo Anual 2024 |

## Tabla de Goleadores
| Jugador            | Equipo                  | Goles |
| ------------------ | ----------------------- | ----- |
| Rodrigo Ledesma    | Vélez Sarsfield (SR)    | 8     |
| Jairo Cáceres      | Central Argentino       | 7     |
| Deiby Lastra       | Vélez Sarsfield (SR)    | 6     |
| Gonzalo Ibáñez     | Unión (B)               | 6     |
| Agustín Ferreyra   | Instituto Santiago      | 6     |
| Matias Rojas       | Central Argentino       | 6     |
| Fernando Peralta   | Yanda FC                | 5     |
| Hugo de Marco      | Defensores (F)          | 5     |
| Nicolás Ruiz       | Atlético Mitre          | 4     |
| Javier Salvatierra | Independiente (B)       | 4     |
| Mauricio Pereyra   | Defensores (F)          | 4     |
| Matias Jiménez     | Villa Unión             | 4     |
| Rodrigo Lescano    | Villa Unión             | 4     |
| Maximiliano Díaz   | Villa Unión             | 4     |
| Nahuel Molina      | Comercio Central Unidos | 4     |